# Krev elfů
Krev elfů (v polském originále Krew elfów) je první část fantasy ságy o Zaklínači od polského spisovatele Andrzeje Sapkowského. Knížka byla v originále vydána roku 1994, český překlad vyšel o čtyři roky později u nakladatelství Leonardo. Příběh dějově navazuje na povídku Něco více ze sbírky Meč osudu.

## Děj
Čarodějka Triss Ranuncul přijíždí na Kaer Morhen, hradiště zaklínačů, aby pomohla slavnému zaklínači Geraltovi z Rivie s jeho chráněnkou, princeznou Cirillou z Cintry. Její rodné město totiž bylo vypáleno armádou Nilfgaardu, Ciri se zázrakem podařilo přežít útok a byla po nějaké době nalezena Geraltem, kterému byla přislíbena na základě Zákona překvapení. Zaklínač vezme Ciri na Kaer Morhen, kde se princezna pod dohledem dalších zaklínačů učí jejich umění boje. Brzy ovšem zjistí, že je Ciri Zřídlem, člověkem obdařeným magickými schopnostmi, které ovšem nemůže bez výcviku ovládat, a právě z toho důvodu pozvou na své hradiště Triss. Ta dává na Ciri pozor, ale uvědomuje si, že ke zvládnutí jejích schopností je potřeba někdo mnohem zkušenější.
Z tohoto důvodu Geralt odváží Ciri do klášterní školy bohyně Melitelé ke své známé Nenneke, která jako jedna z mála může vědět, kým Ciri ve skutečnosti je. Po Geraltově svěřence totiž začali pátrat zvědi Nilfgaardu. Na jednoho z nich, muže známého jako Rience, upozorní Geralta jeho dobrý přítel Marigold. Geralt za pomoci čarodějky Fillipy Eilhart připraví na Rienceho past, ale když ho má téměř chyceného, je Fillipou zastaven. Ta se totiž od Rienceho zabijáků dozvěděla, co potřebovala vědět a co se Geralt dozvědět nesměl. V klášterní škole se mezitím Ciri učí za pomoci čarodějky Yennefer ovládnout své magické schopnosti, po nějaké době spolu obě dvě z kláštera odjíždí.